# Acanthopagrus schlegelii
Acanthopagrus schlegelii – gatunek morskiej ryby z rodziny prażmowatych (Sparidae) występujący w zachodnim Pacyfiku, od skrajnie południowo-wschodniego wybrzeża Rosji po wybrzeże środkowego Wietnamu. Osiąga do 50 cm długość standardowej. IUCN uznaje ją za gatunek najmniejszej troski (LC).

## Systematyka
Gatunek należy do rodziny prażmowatych (Sparidae) z podrzędu okoniowców (Percoidei). Umieszczony w rodzaju Acanthopagrus pierwotnie wyodrębnionym jako podrodzaj Chrysophrys (obecnie synonim Pagrus (Cuvier, 1829)) przez Wilhelma Petersa w 1855. Dawniej w obrębie gatunku wyróżniano dwa podgatunki: A. schlegelii czerskii i A. schlegelii schlegelii. Podgatunki te jednak miały na tyle pokrywający się zasięg występowania, iż uznano, że nie spełniają kryteriów wyodrębniania podgatunków. Ich odrębność kwestionowali m.in. Mayr w 1971 i później Dolganov i inni w 2008. A. schlegelii po raz pierwszy opisał Bleeker w 1854 na podstawie dwóch syntypów (RMNH 5727) z Nagasaki jako Chrysophrys schlegelii. W 1984 Masuda przeniósł gatunek do rodzaju Acanthopagrus.

## Występowanie i biotop
Występuje w zachodnim Oceanie Spokojnym. Zasięg występowania obejmuje wody Chin, Hongkongu, Japonii, Korei Południowej, Korei Północnej, Rosji, Tajwanu, Wietnamu, tj. Morze Japońskie, Morze Żółte, wody otwartego oceanu od środkowej Honsiu po Riukiu, Morze Wschodniochińskie, Morze Południowochińskie do środkowego Wietnamu. Niektóre źródła podają, że obecny już od południowej Hokkaido, brak go w rejonie archipelagu Riukiu. W podziale na regiony rybołówstwa FAO (ang. FAO Major Fishing Areas) notowany w regionach zachodnio-środkowego i północno-zachodniego Pacyfiku.
Według Gonzaleza obecny do głębokości 50 m, według niektórych źródeł od głębokości 15 m. Zasiedla zarówno słone wody otwartego morza, zatoki, jak i wody słonawe. Jest rybą epibentopelagiczną i sublitoralną.

## Morfologia
Osiąga do 50 cm długości standardowej. Maksymalna notowana waga – 3,2 kg. Płetwa grzbietowa w części przedniej ciernista, z 11–12 kolcami, za nimi 11 promieni miękkich. Płetwa odbytowa z trzema promieniami twardymi (co jest cechą charakterystyczną dla całej rodziny) i 8 miękkimi. Płetwa ogonowa wcięta. Według obserwacji opublikowanych w 2008 przez Kume i Yoshino wśród próby 15 osobników z wód Chin i Japonii wszystkie miały po 11 promieni twardych i miękkich w płetwie grzbietowej. Występowało u nich 7 rzędów łusek policzkowych. Wśród próby 19 osobników 17 miało 5½ rzędów łusek powyżej linii bocznej, 2 miały 6½ rzędów. Na 11 osobnikach z Chin obliczono liczbę łusek wzdłuż linii bocznej, otrzymując przedział 51–53. W porównaniu do A. chinshira cechuje się większą liczbą rzędów powyżej linii bocznej. U A. chinshira to 4½ rzędu.

## Zagrożenia i ochrona
IUCN uznaje ją za gatunek najmniejszej troski (LC) od 2009. Trend populacji stabilny. Największym zagrożeniem dla gatunku są nadmierne połowy, zwłaszcza na Tajwanie. W całym obszarze swojego występowania jest ważnym gatunkiem przemysłowym i handlowym, a także mającym istotne znaczenie dla rybołówstwa sportowego. Poważnym zagrożeniem wydaje się być utrata i niszczenie siedlisk w wyniku eutrofizacji, odpady stałe i inne zanieczyszczenia, a także zmiany klimatyczne. Nie ma szczególnych inicjatyw ochronnych, jednak zasięg gatunku pokrywa się z wieloma obszarami chronionymi.